# Maintalbrücke Veitshöchheim
Die  Maintalbrücke Veitshöchheim  (in der Planungsphase auch Maintalbrücke Veitshöchheim – Margetshöchheim) ist eine zweigleisige Eisenbahnbrücke der Schnellfahrstrecke Hannover–Würzburg bei Streckenkilometer 322. 
Das 1280 Meter lange Bauwerk liegt in der Nähe von Würzburg bei Veitshöchheim und überspannt das Maintal bei dem Stromkilometer 244,86 in maximal 30 Meter Höhe. Dabei werden unter anderem mit den Vorlandbrücken auf der rechten Mainseite der ehemalige Rangierbahnhof Würzburgs und die Main-Spessart-Bahn sowie die Bundesstraße 27 von Würzburg nach Veitshöchheim überquert, in einem spitzen Kreuzungswinkel mit einem Stahlbetonbogen und der aufgeständerten Fahrbahn der Main überbrückt sowie auf der linken Mainseite eine Landstraße, die Zell und Margetshöchheim verbindet, überspannt.

## Verlauf
Die Trasse verläuft Richtung Süden zunächst in einer Gerade, die zum südlichen Widerlager hin in eine Rechtskurve von 11.000 m Kurvenradius übergeht. Die Gradiente fällt, wie der nördlich der Brücke liegende Streckenabschnitt, zunächst Richtung Süden hin mit 12,5 Promille ab, um zum südlichen Widerlager hin mit 12,5 Promille anzusteigen.
Das Bauwerk überspannt dabei, von Nord nach Süd, die Staatsstraße 2300, den Main, die Main-Spessart-Bahn, den Rangierbahnhof Veitshöchheim und die Bundesstraße 27.

## Planung und Bau

### Planung
In der Planungs- und Bauphase lag die Brücke in den Baukilometern 304 und 305.
Bereits im Zuge der in den 1970er Jahren von der Zentralen Transportleitung Mainz entwickelten großräumigen Rohtrasse der Neubaustrecke Hannover–Würzburg waren im Raum Würzburg aufgrund der dichten Bebauung zahlreiche Varianten zu entwickeln und abzuwägen.
Das Raumordnungsverfahren für den Streckenabschnitt, zu dem auch die Brücke zählt, wurde im August 1975 beantragt. Im Raum Würzburg wurden insgesamt elf verschiedene Trassierungsvarianten untersucht. Diese Varianten begannen beim Baukilometer 287 und endeten im Hauptbahnhof Würzburg. Die Länge der Abschnitte schwankte zwischen 22,52 (darunter der Vorentwurf der DB) bis 24,95 km, die Mehrkosten gegenüber der DB-Planung erreichten bis zu 454 Millionen D-Mark (rund 232 Millionen Euro). Nachdem Tunnelvarianten zunächst erhebliche Realisierungsschwierigkeiten zugerechnet wurden, beschränkten sich die weiteren Untersuchungen auf verschiedene Brückenvarianten über den Main. Dazu war eine Stützweite über dem Main von 150 m herzustellen, wobei die vorzusehende Fahrrinne 54 m breit und eine lichte Höhe von mindestens 6,40 m über dem Fluss freizuhalten war. Zusätzlich waren die überquerten Verkehrswege nicht zu stören, wobei ein Pfeiler auf engem Raum im Rangierbahnhof Würzburg unterzubringen war. Eine zur Bestandsstrecke zwischen Veitshöchheim und Würzburg parallele Trassenführung, die auf einer Rampe zu einer Mainüberquerung geführt hätte, war aufgrund der notwendigen Verbreitung des bestehenden Bahnkörpers um bis zu 23 m (in das Flussbett des Mains hinein) bereits zuvor verworfen worden.
Während die Gestaltung der Vorlandbrücken (nach Bahnangaben) unstrittig war, wurden für die Auswahl der Brückenkonstruktion zunächst sechs Varianten ausgearbeitet:
- Eine Bogenbrücke mit einem 225 m weit spannenden Bogen über dem Main
- Eine Rahmenbrücke mit einer 150 m langen Hauptöffnung
- Eine Durchlaufträgerbrücke mit beidseitigen 10 m hohen Betonsegeln über der Fahrbahn und einer 150 m langen Hauptstützweite
- Eine Stahlfachwerkbrücke mit Verbundplatte und oben liegender Fahrbahn und einem 160 m langen Brückenfeld über dem Main
- Eine Schrägseilbrücke mit einer 150 m langen Stromquerung
- Eine Bogenbrücke mit einem 162 m weit spannenden Bogen

In allen sechs Varianten sollten die anschließenden Trennpfeiler einen Lagerachsabstand von 2 m aufweisen.
Gegen den Bau der Brücke und die Streckenführung im Raum Veitshöchheim bildete sich in den 1970er Jahren die Bürgeraktion Veitshöchheim. Die Brücke wurde auch von zahlreichen weiteren Gruppen und Personen abgelehnt, so u. a. dem Landesamt für Umweltschutz, dem Bund Naturschutz, dem Landesamt für Denkmalpflege und dem Landesdenkmalrat.
Bei der letzten Anhörung zum Raumordnungsverfahren, am 28. April 1977, kam es zu einem Eklat. Nach fünfstündiger Anhörung drohte der Landtagsabgeordnete Christian Will mit dem Stopp des Verfahrens, während die Bundesbahn damit drohte, die Neubaustrecke in diesem Fall nicht zu bauen. Am 1. Mai 1977 formulierte Will einen Antrag an den Landtag, die Staatsregierung solle auf die Bundesregierung einwirken, das Raumordnungsverfahren für den Würzburger Landkreis auszusetzen, bis ein von Stadt und Landkreis Würzburg beauftragtes Gutachten in die Planungen mit einbezogen werde. Ferner sollte die Staatsregierung dazu aufgefordert werden, beim Bund auf die Bereitstellung der Mittel für eine Tunnelvariante hinzuwirken. Insbesondere aus dem Raum Würzburg waren immer wieder Forderungen laut geworden, die Bundesregierung möge sich in den Planungsprozess der Neubaustrecke einmischen und sich für bessere Lösungen einsetzen. Verkehrsstaatssekretär Ernst Haar widersprach derartigen Forderungen im Februar 1977 im Bundestag.
Die Brücke sollte ursprünglich (auf Schienenoberkante) eine Höhe von bis zu 50 m über dem Talgrund erreichen, wurde aber infolge von Bürgerprotesten auf 29 m abgesenkt. Der ursprünglich (noch Ende 1977) geplante Stahlbogen wurde aus Ästhetik- und Lärmschutzgründen in eine Flachbrücke geändert. Untersuchungen an einem Modell (Maßstab 1:1.000) und mit an Schnüren befestigten Wetterballons hatten die Vorteilhaftigkeit einer möglichst tiefen Streckenführung gezeigt. Nur so sei es möglich gewesen, die Blicke aus dem Veitshöchheimer Hofgarten auf die Hänge des Maintals an keiner Stelle auffallend zu stören. Der Bayerische Landesdenkmalrat hatte zuvor eine Beeinträchtigung der Aussicht aus dem Hofgarten auf die Höhenzüge des Mainufers befürchtet und in einem Vor-Ort-Termin eine Absenkung der Brückenhöhe um beinahe 10 m bewirkt. Ende 1977 lag die geplante Länge des Bauwerks dabei bei 1438 m, wobei bereits ein Übergang von 12,5 Promille Gefälle in eine ebensolche Steigung nach Süden hin vorgesehen war.
Am 20. Mai 1981 wurde das Raumordnungsverfahren für den 36 km langen Abschnitt zwischen Gemünden und Würzburg, – nach fünfeinhalbjähriger Verfahrensdauer – das letzte großräumige Raumordnungsverfahren der gesamten Neubaustrecke abgeschlossen. Mit der Planfeststellung des 2,025 km langen Planfeststellungsabschnitts der Brücke endete am 12. Dezember 1984 das letzte Planfeststellungsverfahren der 327 km langen Neubaustrecke. (Eine andere Quelle bezeichnet dies als letzten Planfeststellungsbeschluss des Südabschnitts) Anfang 1984 war mit der Planfeststellungsbeschluss noch für die erste Jahreshälfte erwartet worden.
Mitte 1985, als die ersten Brückenpfeiler schon standen, erhoben 15 Bürger aus Veitshöchheim und 40 Bürger aus Zell Klage gegen die damalige Deutsche Bundesbahn. Sie forderten, die Deutsche Bundesbahn müsse nach Inbetriebnahme der Strecke die Schallpegel nachts durchfahrender Güterzüge messen und ggf. weitere Schallschutzmaßnahmen ergreifen.
1982 lief ein mehrmonatiger Streit zwischen der Bundesbahn, der Regierung von Unterfranken und den betroffenen Kommunen um die Deponierung von fünf Millionen Kubikmetern Überschussmassen aus dem Neubaustreckenbau, die das Planfeststellungsverfahren in fünf Abschnitten, darunter den Bereich der Maintalbrücke Veitshöchheim, bereits seit längerer Zeit blockiert hatten. Insgesamt war eine Fläche von etwa einem Hektar als Ablagefläche auszuweisen. Ohne den Nachweis einer solchen Ablagefläche konnte der Planfeststellungsbeschluss in den Abschnitten nicht erteilt werden.

#### Tunnelvariante
Von Seiten der Kritiker wurde statt der Führung über Brücken und Tunnel die Errichtung eines 11,3 km langen Tunnels vorgeschlagen, der im Bereich des Würzburger Hauptbahnhofs beginnen und weit außerhalb der Stadt, bei Unterleinach, an die Oberfläche hätte kommen sollen. Die Tunnelvariante wurde von einem Frankfurter Ingenieurbüro im Auftrag von Würzburg, Veitshöchheim und weiterer Kommunen in einem Gutachten vorgeschlagen. Das 11 km lange Bauwerk hätte das Flussbett in einer Tiefe von zehn Metern unterquert.
Die damalige Bundesbahn lehnte diese Variante aufgrund von Mehrkosten in Höhe von 120 Prozent, rund 400 Millionen D-Mark (etwa 200 Millionen Euro), ab. Kommunen und Bürgerinitiativen sahen, gestützt auf das Gutachten, Mehrkosten in Höhe von lediglich 110 Millionen D-Mark (rund 60 Millionen Euro). DB und das Bayerische Geologische Landesamt argumentierten, ein solcher Tunnel erfordere irreparable Grundwasserabsenkungen. Neben der geplanten Brücke durchzogen bereits Hochspannungsleitungen, Gewerbeanlagen und die Gleise eines Rangierbahnhofs das Veitshöchheimer Maintal. Die Bundesbahn lehnte die Röhrenvariante ferner mit dem Argument ab, Reisende sollten die reizvolle Kulturlandschaft nicht unterirdisch passieren. Neben der Deutschen Bundesbahn sprachen sich auch Sprecher der Wasserwirtschaft frühzeitig gegen eine Tunnellösung aus.
Die Ablehnung der Tunnelvariante führte im Juni 1978 zu einem Protestbeschluss des Bayerischen Landtags, der das Raumordnungsverfahren aussetzte und die Staatsregierung beauftragte, sich für Alternativen einzusetzen. Probebohrungen im geplanten Tunnelbereich ergaben später, dass die Röhre durch hohe Säulen von Grundwasser hätte geführt werden müssen und eine Gefährdung der Trinkwasservorkommen nicht ausgeschlossen hätte werden können. Nach eigenen Angaben führte die Bundesbahn im Hinblick auf die Tunnelvariante 40 Probebohrungen durch, um Erkenntnisse über den Grundwasserspiegel zu gewinnen. Ende der 1970er Jahre galt das Scheitern der Tunnellösung als absehbar.
Eine weitere Bürgerinitiative („Bürgerinitiative gegen diese Bahntrasse“) setzte sich Ende der 1970er Jahre sogar dafür ein, die Strecke auf einer Länge von 41 Kilometern, zwischen dem Hauptbahnhof Würzburg und dem Südkopf des heutigen Überholbahnhofs Burgsinn, in einem Tunnel zu führen. Mit Verweis auf den Seikantunnel wurde die Machbarkeit begründet und Einsparungen bei Lärmschutz, Entschädigungen sowie geringere Unfallgefahren (neben anderen Argumenten) angeführt.

### Bau
Das Bauwerk wurde in 31 Monaten Bauzeit zwischen Februar 1985 und 1987 erbaut, die Kosten betrugen ungefähr 40 Millionen DM.
Am 17. Dezember 1985 wurde der 162 m und 25 m hohe Bogen über den Main fertiggestellt.
Mit dem Bau beauftragt war eine ARGE bestehend aus den Unternehmen Strabag Bau AG und Walter Thosti Boswau AG.

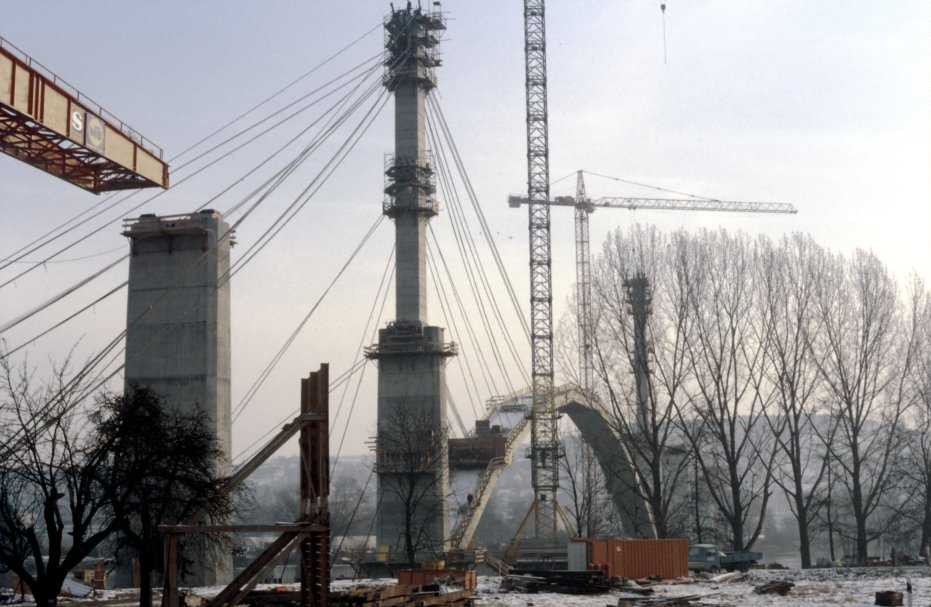
Bauzustand Januar 1986 Im abgespannten Freivorbau errichteter Bogen
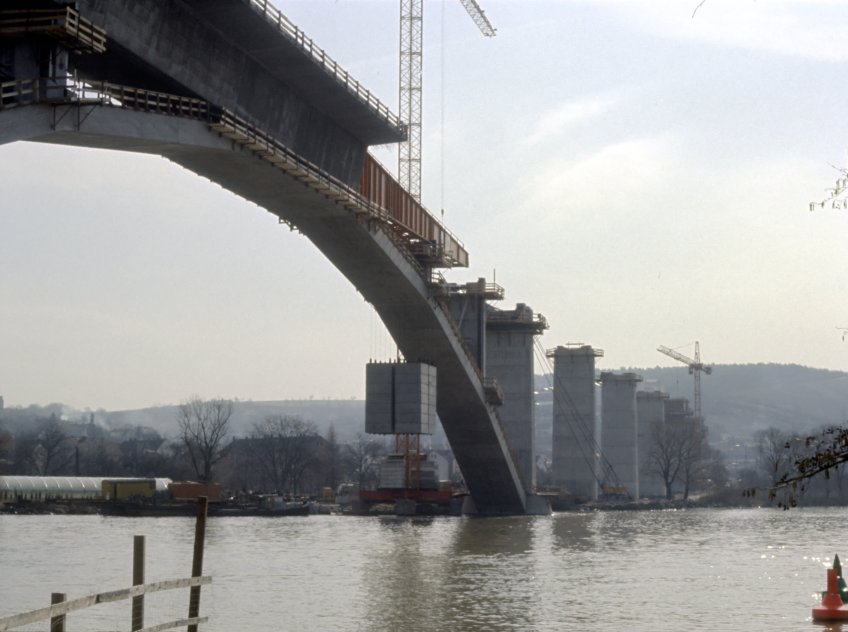
Bauzustand April 1986 Bogen mit Gegengewicht wegen einseitiger Belastung aus dem Überbau
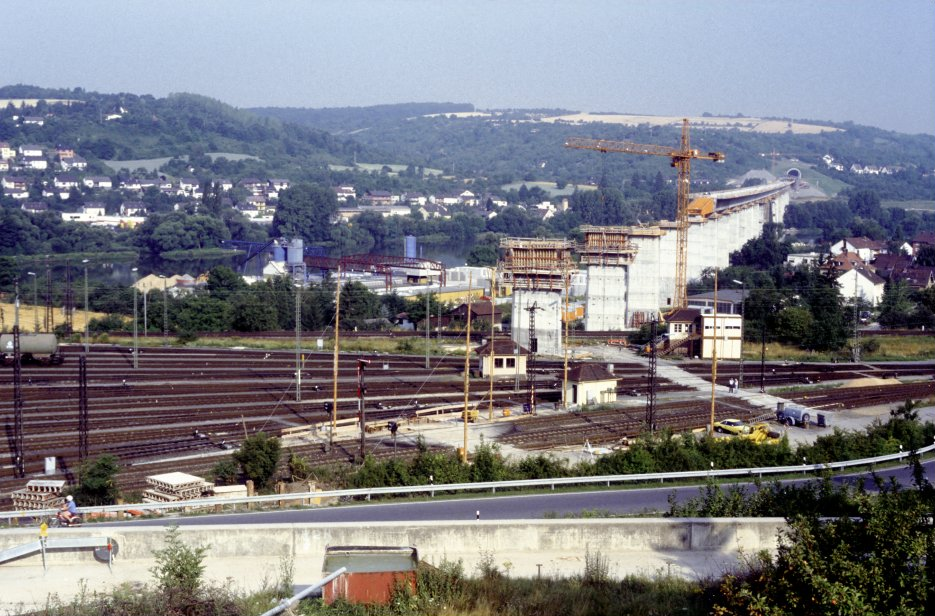
Bauzustand Ende Juli 1986
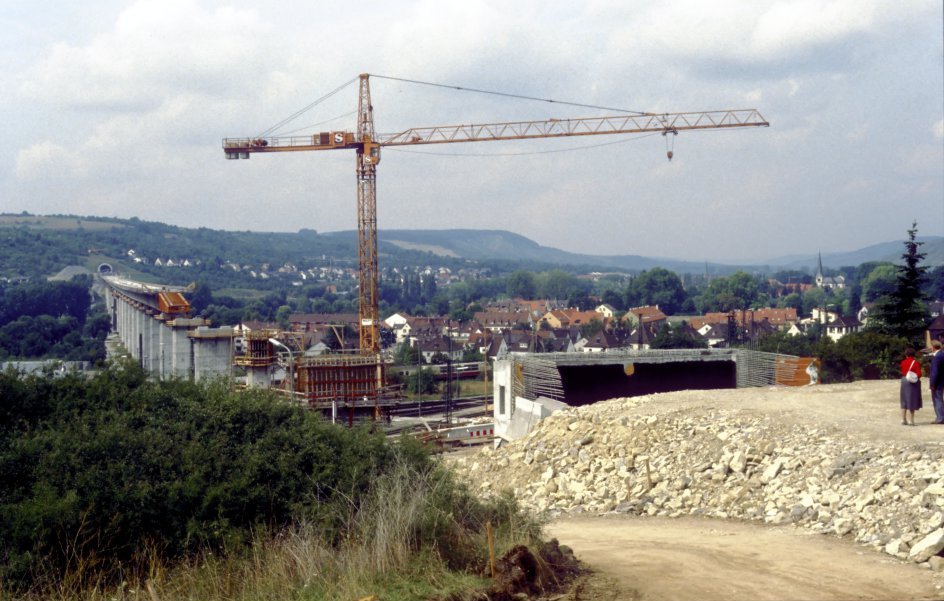
Bauzustand Anfang September 1986

## Brückenkonstruktion

### Überbau
Der Überbau ist eine Spannbetonbalkenkonstruktion, die in Längsrichtung fünf durch Dehnfugen getrennte Durchlaufträgerabschnitte aufweist. Die Stützweiten betragen, auf der linken Mainseite beginnend:
- 40 m + 2×47 m + 52 m + 51 m = 237 m
- 2×51 m + (2×23,5 m + 23 m + 22 m + 23 m + 2×23,5 m =) 162,0 m (Bogenstützweite) + 52 m + 53,5 m = 369,5 m
- 4×53,5 m = 214 m
- 3×53,5 m = 160,5 m
- 53,3 m + 2×61,7 m + 57,1 m + 47,8 m = 281,6 m.

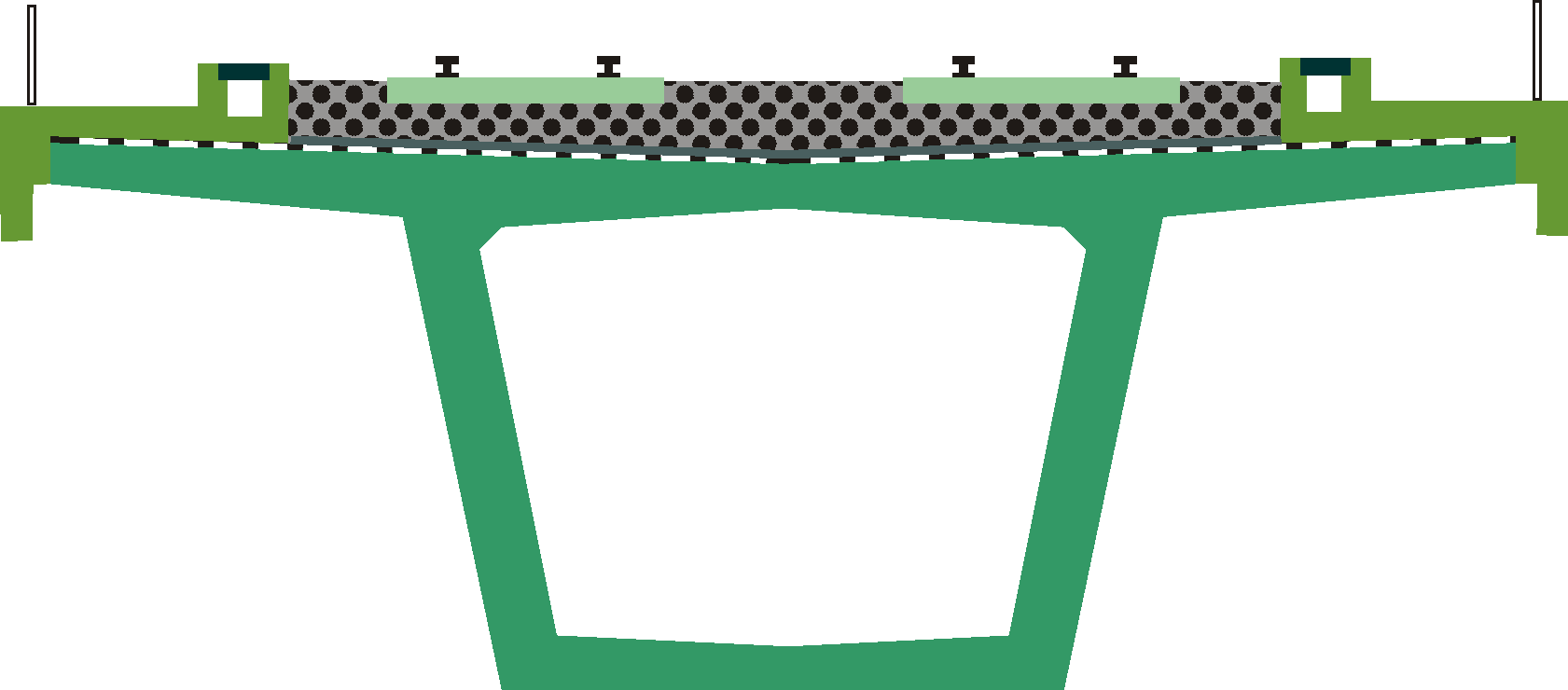
Querschnitt des Überbaus

Zusätzlich ist am östlichen Widerlager ein kurzes 17,4 m langes Feld vorhanden. 
Die Querschnittsform ist ein einzelliger Stahlbetonhohlkasten, in Längsrichtung vorgespannt. Die Träger sind 4,5 m hoch, haben 60 cm dicke geneigte Stege und eine 5,2 m breite Bodenplatte. Außerdem ist die Fahrbahnplatte bei einer Überbaubreite von 14 m in Querrichtung vorgespannt.

### Unterbauten
Markantes Bauteil der Brücke ist der in der linksmainischen Brückenhälfte angeordnete polygonale Stabbogen aus Stahlbeton über dem Main mit einer Stützweite von 162 m und einem Stich von 25 m. Dieser hat einen Vollquerschnitt mit 6,1 m Breite und 1,8 m Dicke an den Kämpfern sowie mit 5,4 m Breite und 1,5 m Dicke im Scheitel. Die Kämpfer sind im Main flach gegründet. Der Bogen ist ein Festpunkt der ersten drei längs gekoppelten Durchlaufträgerabschnitte, den zweiten Festpunkt bilden drei Pfeiler an der B 27 liegend. Die beiden Festpunkte leiten insbesondere die Längskräfte infolge Bremsen aus den in Längsrichtung gekoppelten Überbauten in den Baugrund und erfordern die Anordnung von drei Schienenauszügen.
Die rechteckigen Stahlbetonpfeiler haben einen Hohlkastenquerschnitt mit 35 cm Wanddicke. Die Gründung der Pfeiler auf der rechten Mainseite erfolgte auf Großbohrpfählen mit 1,5 m Durchmesser, auf der linken Mainseite wurden Flachgründungen ausgeführt.

## Bauausführung
Der Überbau wurde im Taktschiebeverfahren vom westlichen Widerlager aus hergestellt. Aufgrund des hohen Gewichts des Brückenüberbaus mussten dazu bis zu drei Vorschubanlagen eingesetzt werden, die außer am Widerlager noch auf den Strompfeilern angeordnet waren. In der Regel wurde jede Woche ein Takt mit maximal 28,5 m Länge betoniert. Eine Baustelleneinrichtung am östlichen Widerlager war aus Platz- und Lärmschutzgründen nicht möglich gewesen.
Der Bogen wurde im abgespannten Freivorbau errichtet. Er wurde in jeweils 14 (jeweils 9 bis 13 m langen) Abschnitten von beiden Mainseiten gleichzeitig hergestellt. Für die Abspannung des Bogens wurden auf den Kämpferpfeilern 33 m hohe Hilfspylone aus Stahlbetonfertigteilen errichtet. Da der Bogen die einseitige Belastung durch das Überbaugewicht, welche beim Taktschieben zeitweise auftritt, nur begrenzt aufnehmen konnte, wurde temporär die westliche Bogenhälfte durch eine Abspannung entlastet und gleichzeitig Gegengewichte in der östlichen Bogenhälfte angebracht. Der Beton wurde, durch Zugabe von flüssigem Stickstoff, auf 10 bis 12 Grad gekühlt eingebracht, wodurch eine höhere Endfestigkeit erreicht werden konnte.
Am 2. Dezember 1986 wurde mit einer geschobenen Länge von 1262,8 m ein neuer Weltrekord für ein einseitiges Taktschiebeverfahren aufgestellt. Zuvor hatte die 1161 m lange Aichtalbrücke der Bundesstraße 27 (zwischen Tübingen und Stuttgart) den Rekord gehalten. Die zum Einschieben gekoppelten fünf Überbauabschnitte wurden abschließend an den Dehnfugen für den Endzustand getrennt.